# Гавиалови
Гавиаловите (Gavialidae) са семейство от разреда на крокодилите, включващо един-единствен съвременен род Gavialis с единствен съвременен представител - Индийски гавиал, наричан още Гангски гавиал (Gavialis gangeticus).
Понякога към семейството се включва и втори вид известен като Гавиалов крокодил (Tomistoma schlegelii), но характеристиките са повод за класифицирането му в друго семейство - това на Крокодиловите.
Гавиаловите се срещат на п-в Индустан и в Бирма. Обитават речните системи на Инд, Ганг, Маханади и Брахмапутра.

## Класификация
Семейство Gavialidae
- Подсемейство Gavialinae
  - Род †Eogavialis
    - †Eogavialis africanus
    - †Eogavialis andrewsi

  - Род Gavialis
    - Gavialis gangeticus, Индийски гавиал
- Подсемейство †Gryposuchinae
  - Род †Aktiogavialis
  - Род †Gryposuchus
  - Род †Ikanogavialis
  - Род †Siquisiquesuchus
  - Род †Piscogavialis
  - Род †Hesperogavialis

В допълнение подсемейство Tomistominae, чиято класификация е спорна. Приема се, че те са от семейство Crocodylidae:
- Подсемейство Tomistominae
  - Род †Kentisuchus
  - Род †Gavialosuchus
  - Род †Paratomistoma
  - Род †Thecachampsa
  - Род †Rhamphosuchus
  - Род Tomistoma, Гавиалови крокодили
    - Tomistoma schlegelii, Гавиаловият крокодил, Малайски гариал
    - †Tomistoma lusitanica
    - †Tomistoma cairense

  - Род †Toyotamaphimeia